# Coriaria
Coriaria is een geslacht uit de familie Coriariaceae. Het geslacht telt veertien soorten kleine bomen, struiken en halfstruiken die een wijdverspreid, maar disjunct verspreidingsgebied hebben. De soorten komen voor in het westelijk Middellandse Zeegebied, in Zuid- en Oost-Azië, Nieuw-Zeeland en het Pacifisch gebied en in West-Centraal- en Zuid-Amerika.

## Soorten
- Coriaria angustissima Hook.f.
- Coriaria arborea Linds.
- Coriaria duthiei D.K.Singh & Pusalkar
- Coriaria intermedia Matsumura
- Coriaria japonica A.Gray
- Coriaria kingiana Colenso
- Coriaria lurida Kirk
- Coriaria myrtifolia L.
- Coriaria napalensis Wall.
- Coriaria plumosa W.R.B.Oliv.
- Coriaria pottsiana W.R.B.Oliv.
- Coriaria pteridoides W.R.B.Oliv.
- Coriaria ruscifolia L.
- Coriaria sarmentosa G.Forst.
- Coriaria terminalis Hemsl.

## Hybriden
- Coriaria × sarlurida Cockayne & Allan
- Coriaria × sarmangusta Allan